# Орфей (бриг, 1845)
«Орфе́й» — 16-гарматний бриг Чорноморського флоту Російської імперії.

## Історія
Закладений у Севастополі 8 грудня 1842 року, головний будівник — прапорщик Делябель. Після спуску на воду 11 вересня 1845 року увійшов до складу Чорноморського флоту Російської імперії.
У 1847 і 1848 роках бриг перебував в Архіпелазі в розпорядженні російського посланника в Греції. Протягом 1849—1851 років корабель з ескадрами перебував у Чорному морі в практичних плаваннях. У 1852 році бриг знову вирушив в Архіпелаг у розпорядження російського посланника в Греції.
Через Кримську війну, що почалася, «Орфей» не зміг повернутися в Росію і 1853 року разом із корветом «Аріадна» і бригом «Персей» був проданий у Трієсті грецькому уряду. Вартість покупки за три судна склала 125 тисяч флоринів, що відповідало 63 тисячам рублів сріблом.
Грецькі екіпажі були негайно відправлені в Трієст для укомплектування куплених кораблів. У середині квітня 1854 року всі три кораблі вирушили в Грецьке королівство. Щоб не допустити військово-морського посилення Греції, англо-французький флот здійснював патрулювання в районі Адріатики та Іонічного моря.
Дорогою англійський корабель «Адамас» помітив «Аріадну», «Орфея» і «Персея» на далматинському узбережжі, захопивши та відтіснивши їх до австрійського порту Гавруза, де їх було роззброєно. Кораблі залишалися там до жовтня 1854 року, при цьому невелика частина їхніх екіпажів була залишена охороняти їх, а решта була повернута до Греції. Після низки запевнень і гарантій з боку грецького уряду британці та французи дозволили трьом захопленим кораблям вирушити до Греції, а австрійський уряд санкціонував перестановку озброєнь, вивезених під час їхнього захоплення. 
Військовий корабель «Отон» перевіз екіпажі кораблів і вони негайно відпливли в бік Грецького королівства. Однак тільки «Аріадна» довгі роки служила грецькому флоту. Кораблі «Орфей» і «Персей» за цей час набули такого поганого стану, що їх неможливо було відремонтувати, і тому вони слугували плавучими шпиталями для лікування жертв епідемії холери в Афінах у 1845—1855 роках.
У 1862 році гармати з бригу були перенесені на грецький корабель «Людовікос», а 1872 року «Орфей» був проданий.

## Командири
- І. А. Єндогуров (1847—1849);
- М. С. Стройніков (1850—1851);
- П. В. Воєводський (1852—1853).